# Kunčinský potok
Kunčinský potok je vodní tok o délce 8,761 km v okrese Svitavy v Pardubickém kraji. Jedná se o levostranný přítok řeky Třebůvky. Pramení v lese u vesnice Nová Ves. Protéká touto vesnicí, dále Kunčinou a v Moravské Třebové vtéká do řeky Třebůvky.

## Přítoky
- Červenohorský potok – levý přítok, soutok v obci Kunčina za obecním úřadem
- Hraniční potok – pravý přítok, u části Kunčina-Samoty
- Bílý potok – levý přítok, soutok na konci městské části Sušice, směrem na Staré Město
- Udánecký potok – pravý přítok, soutok v Moravské Třebové, ulice Na Stráni[4]